# Toni Schelkopf
Toni Schelkopf (* 28. April 1914 in München als Anton Andreas Schelkopf; † 19. Mai 1975 in Starnberg) war ein deutscher Filmproduzent, Filmmanager und Verbandsfunktionär.

## Leben und Wirken
Anton ‘Toni’ Andreas Schelkopf hatte in seiner Heimatstadt München bis zur Promotion Kunstgeschichte, Psychologie sowie Theater-, Musik- und Zeitungswissenschaften studiert, ehe er 1939 als Regieassistent ans Bayerisches Staatsschauspiel verpflichtet wurde. Im selben Jahr wurde er in die Reichstheaterkammer aufgenommen. 1941 rückte er zum Hilfsspielleiter auf, war aber die überwiegende Zeit bis Kriegsende eingezogen. In jenen Jahren, wie auch in der frühen Nachkriegszeit, ließ man ihn mehrere Theaterstücke – Debüt beim Stück Trio – inszenieren. 
Im Winter 1948/49 knüpfte Schelkopf als Regieassistent erstmals Kontakt zum Film (Heimliches Rendezvous, Verspieltes Leben). Gleich nach Gründung der Bundesrepublik hob er seine eigene Filmproduktionsfirma aus der Taufe, die Oska-Film. Später arbeitete Schelkopf auch als Produzent, Produktionschef bzw. Produktions- und/oder Herstellungsleiter für andere Firmen (Deutsche Gamma-Film, für die er überdies als Produktionschef wirkte, und die Bavaria Film). Noch vor Ende der 1950er Jahre stellte Schelkopf seine aktive Tätigkeit ein und konzentrierte sich auf seine Tätigkeit als Verbandsfunktionär: Er war Vorstandsmitglied der Export-Union der deutschen Filmindustrie, seit 1950 Mitglied des Verbandes Deutscher Filmproduzenten und dort seit 1954 Präsidial- und Vorstandsmitglied. Schelkopf inszenierte außerdem gut anderthalb Dutzend Fernsehfilme sowie rund zehn TV-Dokumentationen mit medizinisch-psychologischer Thematik. 
Zuletzt erinnerte sich der Münchner seiner Psychologiestudien und nutzte sein Wissen als Autor (Sexualität – Formen und Entwicklung [1968]). Toni Schelkopf war von 1940 bis 1945 mit der Schauspielerin Edith Schultze-Westrum verheiratet gewesen. In zweiter Ehe heiratete er die Schauspielerin Cornell Borchers, die er zum Jahresbeginn 1954 anlässlich der Dreharbeiten zu dem von ihm mitinszenierten Lustspiel Schule für Eheglück kennengelernt hatte.

## Filmografie
- 1950: Liebe auf Eis (Drehbuchmitarbeit)
- 1950: Czardas der Herzen
- 1952: Skandal im Mädchenpensionat
- 1953: Man nennt es Liebe
- 1953: Liebe und Trompetenblasen
- 1954: Ungarische Rhapsodie
- 1954: Schule für Eheglück (auch Mitregie)
- 1955: Lola Montez
- 1956: Rot ist die Liebe
- 1957: Vater, unser bestes Stück
- 1960: Der Traum des Mr. Borton (Fernsehen, Regie)